# Hans Marschall (Politiker)
Willy Hans Marschall (* 16. Juni 1893 in Leipzig; † 10. Februar 1970 in Liebertwolkwitz) war ein deutscher Politiker (DDP, LDPD) und Publizist, Mitglied und Vizepräsident des Sächsischen Landtags.

## Leben und Wirken
Marschall, gelernter Buchdrucker und späterer Papierfabrikant, begann sein politisches Engagement zur Zeit der Weimarer Republik, wo er der DDP beitrat und deren Vorstand im Stadtverband Leipzig angehörte. Nach dem Zweiten Weltkrieg gehörte er im September 1945 zum Gründerkreis der LDPD in Leipzig. Im Verlauf seiner Parteitätigkeit hatte er verschiedene Ämter und Funktionen inne, unter anderem war er Vorsitzender des Stadtverbands Leipzig, Beisitzer im Vorstand des Landesverbands Sachsen sowie Mitglied im Vorstand des Bezirksverbands Dresden. Zwischen 1949 und 1954 leitete er die Landesparteischule Sachsen auf dem ehemaligen Weingut Kynast in Radebeul, wo er auch bis zu seinem Tod wohnte.
Marschall war Mitglied des Sächsischen Landtags während der 2. Wahlperiode (1946–1952), in der er als Vizepräsident fungierte und dem Ältestenrat angehörte. Infolge der Verwaltungsreform von 1952 wurde er in den Bezirkstag Leipzig delegiert, legte sein Mandat aber bereits im Herbst 1953 nieder.
Im Laufe seiner politischen Karriere erhielt Marschall eine Reihe von Ehrungen sowie staatlichen Auszeichnungen der DDR, darunter 1958 die Wilhelm-Külz-Ehrennadel, 1960 die Ernst-Moritz-Arndt-Medaille, 1963 den Vaterländischen Verdienstorden in Silber (1958 in Bronze) und 1968 die Deutsche Friedensmedaille.
Im Alter veröffentlichte er mehrere Arbeiten zur Geschichte des Bürgertums und der demokratischen Bewegung in Deutschland. Während eines Besuchs in Liebertwolkwitz verstarb Marschall. Er wurde auf dem Friedhof von Magdeborn beerdigt und um 1978 vor dessen Verschwinden durch den Braunkohlenabbau umgebettet.
Marschall war seit 1927 mit der Lyrikerin und Kommunalpolitikerin Maria Marschall-Solbrig (1897–1979) verheiratet.

## Schriften
- Die Mittelschichten. 7 Teile. In: LDPD-Informationen. 1956.
- Treibende und hemmende Kräfte im deutschen Bürgertum. 8 Teile. In: LDPD-Informationen. 1957 f.
- Das Streben des deutschen Bürgertums nach Einheit und Freiheit. 20 Teile. In: LDPD-Informationen. 1960.
- Deutsches Bürgertum im Streben nach Einheit und Freiheit (= Humanistische und revolutionär-demokratische Traditionen des Bürgertums. Bd. 4). Der Morgen, Berlin 1962, DNB 453226612.
- Revolutionär-Demokratische Bürger aus fünf Jahrhunderten. Teil 1: Von der Entstehung der Städte etwa im 11. Jahrhundert bis zum Beginn des 30-jährigen Krieges Anfang des 17. Jahrhunderts. Unveröffentlichtes Manuskript, Radebeul [1969].[7]